# Ældrechecken
Ældrechecken har det officielle navn supplerende pensionsydelse til folkepensionister. Det er en særlig ydelse, som udbetales en gang om året til folkepensionister i Danmark med særlig lav indkomst. Den gives til ca. 300.000 personer (pr. 2025). Beløbet var i 2025 op til 25.700 kr.

## Historie
Ældrechecken blev indført som en midlertidig ydelse i 2003. På det tidspunkt var beløbet på 5.000 kr. årligt. I 2004 blev ydelsen gjort permanent, og beløbet er flere gange siden blev ekstraordinært hævet ud over den almindelige satsregulering.

## Beløb og betingelser
Den maksimale ældrecheck er 25.700 kr. (2025). Beløbet udbetales til folkepensionister, der ikke har væsentlige indtægter udover folkepensionen eller likvid formue.
Ældrechecken reduceres, hvis den såkaldte personlige tillægsprocent er mindre end 100 %. Det er den, hvis pensionistens indkomst overstiger 35.200 kr. Ældrechecken bortfalder, hvis indtægten overstiger 95.800 kr. (i 2008). For gifte pensionister er disse beløbsgrænser 69.700 kr og 192.000 kr.
Ældrechecken bortfalder desuden, hvis den likvide formue er over 103.100 kr. For gifte og samboende pensionister er grænsen for den fælles formue også 103.100 kr. Friværdi i en eventuel ejerbolig indgår ikke i formueberegningen, ligesom folkepensionen ikke medregnes til formuen.
Ældrechecken beregnes og udbetales af kommunerne. Beløb under 200 kr. udbetales ikke.
Lovgrundlaget for den supplerende pensionsydelse er lov om social pension.